# Pia Gjellerup
Pia Gjellerup (ur. 22 sierpnia 1959 we Frederiksbergu) – duńska polityk i prawniczka, działaczka Socialdemokraterne, deputowana do Folketingetu, w 1993 oraz w latach 1998–2001 minister.

## Życiorys
W latach 1978–1980 kształciła się w Danmarks Tekniske Højskole, a w 1985 ukończyła studia prawnicze na Uniwersytecie Kopenhaskim. Podjęła pracę w zawodzie prawnika, w 1990 uzyskała uprawnienia adwokata.
Zaangażowała się w działalność polityczną w ramach socjaldemokratów, od 1982 do 1984 była przewodniczącą jej organizacji młodzieżowej we Frederiksbergu. Od 1982 do 1987 pełniła funkcję radnej tej miejscowości. W 1987 po raz pierwszy została wybrana w skład Folketingetu. Reelekcję do duńskiego parlamentu uzyskiwała w wyborach w 1988, 1990, 1994, 1998, 2001 i 2005, sprawując mandat deputowanej do 2007. W latach 1994–1998 i 2002–2005 przewodniczyła frakcji poselskiej Socialdemokraterne.
W styczniu 1993 premier Poul Nyrup Rasmussen powierzył jej stanowisko ministra sprawiedliwości. Zrezygnowała z niego w marcu 1993. W marcu 1998 powróciła w skład rządu jako minister do spraw handlu i przemysłu. W grudniu 2000 przeszła na urząd ministra finansów, który sprawowała do listopada 2001.
W 2007 zrezygnowała z aktywności politycznej, obejmując stanowisko kierownicze w Danmarks Jurist- og Økonomforbund, duńskim zrzeszeniu prawników i ekonomistów. W 2014 została dyrektorem instytucji Center for Offentlig Innovation.